# Santiago Felipe Puglia
Santiago Felipe / James Philip de Puglia (Génova, 1 de mayo de 1760 - Charleston, 1831) fue un filósofo, politólogo, revolucionario, traductor y escritor italo-español-estadounidense que redactó obras en español, inglés e italiano.

## Biografía
Su padre, Giovanni Domenico Puglia, era de origen suizo (Blenio, cantón del Tesino) y tenía una posición acomodada; su madre era italiana. Él hizo estudios en el colegio de Savona entre 1775 y 1782. Ya era un liberal convencido y radical, que por su padre suizo conocía bien la obra de Rousseau. En 1787 se hallaba en Cádiz como comerciante, donde “por atrasos improvisos e irremediables” quebró. Se refugió en una iglesia, pero fue sacado de ella y pasó 18 meses en la cárcel de la ciudad, de donde salió en marzo de 1789; allí concibió un odio eterno por el despotismo español. Gracias a su amistad con el capitán estadounidense del navío Aurora, pues se hallaba sin peculio, viajó a Filadelfia, adonde llegó el 22 de julio de 1790, con la esperanza de dirigirse a México, donde residía un hermano suyo, el doctor en medicina Pedro Puglia, al que por cierto ese parentesco le creó algunas dificultades, de suerte que casi estuvo a pique de ser expulsado del país. Allí subsistió simultaneando la enseñanza del español con la teneduría de los libros de contabilidad de varias casas de comercio, entre ellas la de George Meade, como se ve en los anuncios de un periódico local. En mayo de 1791 obtuvo la nacionalidad estadounidense y el 25 de agosto de 1792 fue elegido intérprete jurado de español en la dirección de sanidad del estado de Pensilvania, pero renunció a este cargo el 30 de abril de 1793 para dedicarse a la escritura. Redactó El desengaño del hombre, un tratado contra del despotismo y el absolutismo de los reyes, donde niega que la autoridad se herede (la habilidad no se hereda) y distingue entre leyes de reyes y leyes de pueblos (las primeras deberían llamarse, dice, "imposiciones"), y en donde aboga por el gobierno republicano y democrático, documentándose con citas bíblicas. Su postura es decantadamente iusnaturalista, en la línea de Rousseau y Thomas Paine:
“Ningún hombre, pueblo o nación, tiene derecho de renunciar a su libertad, porque aunque parezca suya en virtud de poseerla, no es legítimamente tal, sino de otros. El dominio que tienen los hombres sobre ella es de gozarla y no malograrla. Son agentes interinos y no dueños en propiedad.”
Demuestra además que el gobierno monárquico origina males al pueblo en Estado, Hacienda y Guerra; el mérito y el estudio no pueden subordinarse a la venalidad en los cargos, y la ociosidad del gobierno despótico origina la corrupción en todos los niveles. Demuestra además que derrocar a un gobierno despótico no está contra la religión ni las leyes, aunque el clero y la Inquisición sí son enemigos de la libertad. La conciencia no puede estar regulada por el gobierno, y por eso debe haber libertad de cultos. Defiende la importancia de los principios de libertad e igualdad del gobierno, cuyo origen es la nación. Ambos principios son leyes de la naturaleza, contra los que no hay argumentos sólidos. Al hilo de la polémica surgida entre Thomas Payne y Edmund Burke, afirma la igualdad de derecho entre hombre y mujer.
El desengaño del hombre fue el primer libro publicado con el objetivo expreso de dinamitar el sistema colonial español y la monarquía (“ese inútil fantasma”) y además la primera obra impresa en castellano publicada en Estados Unidos. Escribió a la Convención francesa y a Thomas Payne para informarles de su proyecto, que quería imprimir en febrero de 1793; incluso renunció también a sus clases de español para acabar el libro; pero solo logra tres subscriptores (aunque una de ellas era la de Thomas Jefferson, cuya política defendió en su pieza teatral The embargo) y se limita a publicar un extracto en inglés. El 10 de junio de 1793 logra el mecenazgo del ministro del gobierno revolucionario francés en Filadelfia Edmond-Charles Genêt, quien buscaba desestabilizar el gobierno colonial español por la guerra de la Convención contra España e intereses comerciales, utilizando además corsarios y mercenarios estadounidenses contra españoles e ingleses, usando a los primeros para invadir Florida, y lo publica al fin en 1794; enseguida fue advertida la monarquía española, que mandó órdenes para evitar que se infiltraran ejemplares en las colonias americanas. Escribió además diversas prosas y piezas teatrales, así como folletos contra el federalista William Cobbett, a quien llamaban "Porcupine". Su The Federal Politician tuvo suscritos ciertamente a personajes poderosos y notables políticos, según Richard N. Juliani. Entre 1802 y 1805 vivió en Harrisburg, donde perteneció a una logia masónica y entre 1809 y 1817 fue oficial sanitario en Filadelfia; en los años veinte regentó una agencia de lotería y el 25 de abril de 1821 envió al ministro español Álvaro Flórez Estrada una exposición en demanda de justicia que no le fue contestada; a fines de 1830 retomó su inicial labor como profesor de lenguas e intérprete. Ya viejo, llevando una existencia marginal y empobrecido, en 1831 se suicidó de un disparo en la boca en Charleston.

## Obras

### Ensayos y traducciones
- El desengaño del hombre. Compuesto por Santiago Felipe Puglia, maestro de la lengua castellana en esta metrópoli. Filadelfia: En la Imprenta de Francisco Bailey, 1794; tuvo una segunda edición en Filadelfia: H. C. Carey, 1822; hay ed. moderna, El desengaño del hombre, México: FCE, 2014.
- A short extract (concerning the rights of man and titles) from the work entitled Man undeceived, Written in Spanish by James Ph. De Puglia  [...] In confutation of several theological objections produced in an aristocratical piece by Walworth (or rather Mr. Burke, under the name of Walworth; however, the author confutes him as a different writer) against Thomas Paine, published in a London paper pf the 7th of August, and in the Federal gazette of the 13th of October last. Philadelphia, Johnson & Justice, 1793. Incluye “To the Friends of Liberty and Equality. Proposals for Printing by Subscription, a Work, complete and ready for the Press, entitled, Man Undeceived. (Written by James Ph. de Puglia, Sworn Interpreter)”, pp. [15]-16.
- The federal politician, incluye “Names of the subscribers”, pp. 281-283 y “Patriotic editors of newspapers, who encouraged this work by publishing its proposals”, 1795, p. 284
- Bajo el pseudónimo de James Quicksilver, The Blue shop, or, Impartial and humorous observations on The life and adventures of Peter Porcupine, Philadelphia: Moreau de St. Mary, 1796
- Bajo el pseudónimo de James Quicksilver, The political massacre, or Unexpected observations on the writings of our present scribblers, incluye “Publisher’s advertisements for other works by Puglia”, 1796, pp. [30]-[31]
- Reflexiones sobre el comercio de España con sus colonias en América, en tiempo de guerra, por un Español, en Filadelfia, Filadelfia: Imprenta de Jaime Carey, 1799; con traducción inglesa de mismo pie de imprenta.
- “On Capital Punishments”, en The Democratic Pres, posteriormente corrigió y aumentó el texto, agregándole el Código criminal republicano, 1808-1811.
- Trad. de Thomas Paine, El derecho del hombre para el uso y aprovechamiento del género humano compuesto por don Tomás Paine, traducido del ingles, Filadelfia, de la Imprenta de Matías Carey e hijos, 1821.
- Moral Criterion, or Periodical discourses on the System of Reason, as anterior to, and independent of Religion in general, calculated to perfect the honest and reformed the wicked, manuscrito.
- Sistema político-moral de Santiago Felipe Puglia... seguido de la Lei natural ó Catequismo del ciudadano francás: obra de C.-F. Volney, Filadelfia: M. Carey e hijos, 1821
- Forgery defeated; or a new plan for invalidating and detecting all attempts of the kind, 1822.
- Notas del tiempo, Philadelphia, septiembre de 1822, epistolario manuscrito con Edmond C. Genet, Joseph Buonaparte, John Quincy Adams y otros en varios idiomas que contiene también su memorial y exposición a las Cortes de España.

### Teatro
- The Embargo pieza teatral dedicada a Jefferson
- The complete disappointment, or a curious touch at modern times
- The merry tragedy, or the father assassin of his son, through mistake.

### Manuscritos inéditos
- El globo aerostático
- Discursos sobre el sacramento de la penitencia
- El cupido
- Gramática española o método práctico para los ingleses de aprender con facilidad el idioma castellano
- Vicende del comercio, tragicomedia autobiográfica en verso italiano donde narra sus infortunios en la carrera mercantil.